# Heidelbeer-Stricheule
Die Heidelbeer-Stricheule (Hyppa rectilinea), auch Heidelbeerwald-Stricheule, Stricheule, Heidelbeer-Krauteule genannt ist ein Schmetterling (Nachtfalter) aus der Familie der Eulenfalter (Noctuidae).

## Merkmale
Die Flügelspannweite der Falter beträgt 33 bis 41 Millimeter. Die Vorderflügel weisen starke Kontraste auf. Während das Mittelfeld überwiegend dunkelbraun gefärbt ist, sind die Zeichnungselemente im Wurzel- und im Saumfeld von weißgrauer Farbe. Die innere Querlinie ist sehr stark gezackt. Ring- und Nierenmakel sind hellgrau gefärbt, heben sich oftmals aber nur undeutlich ab. Auffällig ist ein großes, weißliches W in der Wellenlinie. Für die Art charakteristisch sind eine breite dunkle Wurzelstrieme sowie einige schwarze Striche in der Submarginalregion. Die Hinterflügel sind zeichnungsarm graubraun gefärbt.
Erwachsene Raupen variieren dunkelgelb bis rotbraun. Die Rückenlinie ist schmal, die Nebenrückenlinien sind nur undeutlich gezeichnet. Die Seitenstreifen sind schmal, weißlichgelb gefärbt mit einer welligen, oberen Begrenzung. Auf dem 8. Abdomensegment ist die Seitenlinie zu einem breiten, gelben Fleck vergrößert. Auf dem Rücken sind dunkle rautenförmige Flecke ausgebildet.
Die schlanke Puppe ist braun gefärbt. Der Kremaster ist mit zwei Dornen besetzt.

## Geographische Verbreitung und Lebensraum
Die Art kommt in Europa von Schottland im Westen über Zentral- und Nordeuropa sowie in Südeuropa in zersplitterten Arealen, insbesondere in den Gebirgen vor. In Frankreich ist die Art im Wesentlichen auf Vogesen und die die Alpengebiete beschränkt mit Ausnahme von isolierten Vorkommen in den Ardennen, dem Zentralmassiv und den Pyrenäen. Weiter östlich erstreckt sich das Verbreitungsgebiet durch Sibirien und Ostsibirien bis zum Pazifik.
Die Heidelbeer-Stricheule bevorzugt Nadelwälder, moorige Heiden sowie Hochmoorflächen.

## Lebensweise
Die Heidelbeer-Stricheule bildet eine Generation pro Jahr. Die Falter fliegen von Ende Mai bis Anfang August. Die Falter sind nachtaktiv und erscheinen an künstlichen Lichtquellen und sehr gerne an Ködern. Die Eier werden einzeln oder in kleinen Gruppen auf die Blätter der Raupennahrungspflanzen abgelegt. Die Raupen sind nachtaktiv und fressen bevorzugt an Heidelbeeren (Vaccinium myrtillus), Rauschbeere (Vaccinium uliginosum) sowie anderer  Heidelbeer- (Vaccinium),  Brombeer- (Rubus) oder Weidenarten (Salix). Sie überwintern in einem Hibernarium am Boden und verpuppen sich erst im folgenden Frühjahr. Die Puppenruhe dauert etwa drei Wochen. In der Zucht kann sich die Raupe auch ohne Überwinterung weiterentwickeln.

## Gefährdung
In Deutschland kommt die Heidelbeer-Stricheule in unterschiedlicher Anzahl vor und wird auf der Roten Liste gefährdeter Arten auf der Vorwarnliste geführt.